# Muerte de Mitch Henriquez
Mitch Henriquez fue asesinado por la policía neerlandesa en un festival de música en La Haya el 27 de junio de 2015. Durante un altercado, cinco policías lo sujetaron y lo asfixiaron hasta la muerte. La versión oficial de que Henriquez había muerto en el hospital fue cuestionada de inmediato por los transeúntes que filmaron el incidente; la muerte provocó cuatro días de disturbios en La Haya y la prohibición de reuniones públicas. Dos años después, en el juicio, dos policías fueron declarados culpables y condenados a seis meses de prisión. En apelación, se anuló una sentencia y se confirmó la otra. En la instancia final de apelación, la Corte Suprema, la sentencia restante fue confirmada en 2021. El caso ha sido comparado con otros homicidios policiales como el muerte de George Floyd y la muerte de Freddie Gray. RTL Nieuws reveló en 2021 que la policía de La Haya había gastado 1,3 millones de euros en abogados para defender a los agentes implicados en el asesinato.

## Muerte

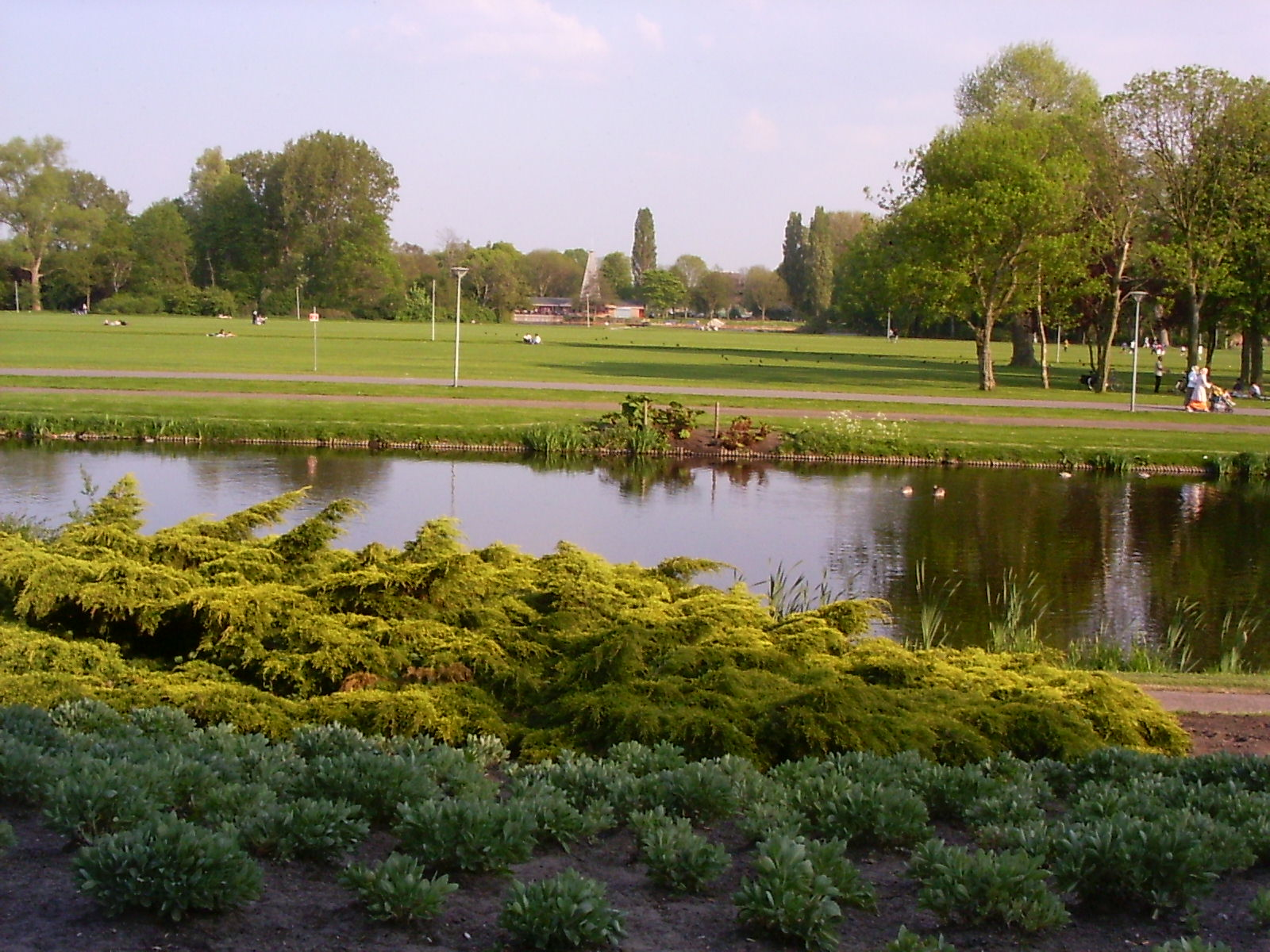
El Zuiderpark en La Haya.

El arubeño Mitch Henriquez (42 años) estaba de vacaciones en los Países Bajos en el verano de 2015. El 27 de junio, asistió al festival de música Night at the Park, encabezado por UB40 en el Zuiderpark de La Haya. Murió tras ser detenido por cinco policías, que lo asfixiaron hasta dejarlo muerto. Según el relato de la policía, Henriquez les había dicho a los oficiales que tenía un arma y luego se señaló la entrepierna; los agentes fueron a arrestarlo bajo sospecha de que estaba armado, se resistió al arresto y se sintió mal cuando lo llevaban a la comisaría. Esta narrativa fue cuestionada de inmediato por imágenes filmadas por transeúntes preocupados que mostraban a la policía levantando el cuerpo inconsciente de Henríquez y colocándolo en una camioneta.

## Consecuencias inmediatas
Henríquez fue muerto el domingo y las imágenes de su muerte comenzaron a circular de inmediato en las redes sociales, con #mitchhenriquez convirtiéndose en el principal hashtag en idioma neerlandés en Twitter. El lunes por la noche, la gente se reunió frente a una estación de policía en el distrito del centro de la ciudad de Schilderswijk para protestar, lo que resultó en 61 arrestos después de tres días de disturbios. En la cuarta noche, la policía anunció la prohibición de reuniones públicas de más de tres personas, con el uso de armas y motonetas prohibidos. Luego, los oficiales arrestaron a 200 personas esa noche cuando estallaron más disturbios, por violar la orden.
La fiscal general Kitty Nooy afirmó que Henríquez había muerto en el hospital. Dijo que según la autopsia, Henríquez había muerto por asfixia; no hubo causas naturales de muerte y el cuerpo de Henríquez no contenía alcohol ni drogas. Luego, cinco policías fueron suspendidos y puestos bajo investigación. Paul van Musscher, jefe de la policía de La Haya, dijo que «[la detención] realmente salió mal». En la isla caribeña de Aruba (un país constituyente del Reino de los Países Bajos), el asesinato recibió mucha cobertura en los medios. Ronald Plasterk, el ministro del Interior y Relaciones del Reino habló con Mike Eman, el primer ministro de Aruba, para asegurarle que se llevaría a cabo una investigación completa. Una semana después, el sábado 7 de julio, la familia de Henriquez encabezó una procesión silenciosa de 300 personas desde la estación de Moerwijk en La Haya hasta el Zuiderpark.

## Juicio
El Ministerio Público (neerlandés: Openbaar Ministerie, OM) decidió en 2016 acusar a dos de los cinco policías que habían sido suspendidos. Consideró que la detención estaba justificada pero no así los medios de coerción. Uno de los dos oficiales había usado una llave de estrangulamiento en el cuello de Henriquez, el otro lo había golpeado en la cara y rociado gas pimienta. De los otros tres oficiales, dos recibieron advertencias por escrito.
La familia de Henriquez respondió que los cinco policías deberían ser juzgados ya que no habían llamado a una ambulancia, a pesar de la obvia necesidad de hacerlo. La familia también había solicitado dos veces sin éxito que se revelaran los nombres de los oficiales. El Tribunal de Distrito de La Haya pospuso el juicio porque un nuevo informe pericial había dado una causa de muerte diferente para Henriquez, a saber, paro cardíaco o arritmia cardíaca. También se señaló que se analizaría la conducta del exjefe de policía Gerard Bouman, quien prometió a los cinco agentes que no serían despedidos y que serían indemnizados económicamente por su suspensión.
El caso llegó a juicio en noviembre de 2017. Ambos oficiales dijeron que se sintieron amenazados cuando Henríquez les dijo que tenía un arma y asumieron que hablaba en serio cuando dejó de sonreír. La fiscalía cuestionó este relato, diciendo que los oficiales no buscaron un arma de fuego en ningún momento. Dado que había dos explicaciones diferentes para la muerte de Henríquez, se había encargado un tercer informe especializado y este experto le dijo al tribunal que Henríquez había muerto por estrés agudo como resultado de la violencia policial. Un lector de labios afirmó que los policías sabían que Henríquez estaba muerto cuando lo subieron a la camioneta, diciendo cosas como «Se acabó», «No responde» y «Según yo, muerto». El día 4 de procedimiento, la familia de Henriquez y sus partidarios abandonaron la corte en masa en protesta por la falta de interés en las nuevas imágenes que habían presentado que mostraban que Henríquez ya se estaba poniendo azul antes de que lo subieran a la camioneta.
Los dos oficiales anónimos enjuiciados fueron condenados a una pena de prisión de seis meses (suspendida) y se les dijo que el uso de una llave de estrangulamiento, puñetazos en la cara y rociar gas pimienta en la cara eran todos actos ilegales. El tribunal creyó que habían causado la muerte de Henriquez pero no lo consideró asesinato. Paul van Musscher expresó su simpatía tanto por la familia de Henriquez como por los oficiales involucrados y dijo que «nadie quería que esto sucediera».
Los oficiales apelaron sus condenas y en una audiencia introductoria en 2018, se confirmó su derecho a permanecer en el anonimato. Los agentes habían prestado declaración en secreto ante el tribunal, utilizando distorsionadores de voz, ya que temían por la seguridad de sus familias. En 2019, el tribunal de apelaciones decidió que la condena de un oficial podía anularse y que la otra condena por estrangulamiento era apropiada. La madre de Henriquez cuestionó el veredicto y dijo que «los oficiales ahora pueden seguir matando gente». El único oficial de policía condenado que quedaba llevó su caso al último tribunal de apelación, el Tribunal Supremo. En 2021, el tribunal dictaminó que el estrangulamiento era ilegal y que la sentencia era justa.

## Legado
La muerte de Mitch Henriquez recibió una atención constante de los medios de comunicación en los Países Bajos y se mencionó en las protestas Black Lives Matter, haciéndose comparaciones con la muerte de George Floyd y la muerte de Freddie Gray. Obras académicas han señalado que fue solo porque se filmó la muerte de Henriquez que la narrativa oficial falsa pudo ser desafiada y en algún momento anulada.
Una controversia se desarrolló en 2021, cuando RTL Nieuws reveló que la policía de La Haya había gastado 1,3 millones de euros en abogados para defender a los policías involucrados en la muerte de Mitch Henriquez. Richard Korver, que representó a la madre de Henriquez en el caso, reveló que le habían pagado un total de 50 000 euros. Comentó que «1,3 millones es una cantidad escandalosa de dinero. Y el gobierno está financiando esto». El presidente de la Asociación Neerlandesa de Abogados Penalistas dijo que estaba claro que los policías estaban recibiendo la mejor asistencia legal que el dinero podía comprar y que esto creaba un desequilibrio en los procedimientos.